# Composite Capability/Preference Profiles
Composite Capability/Preference Profiles (CC/PP) est une ancienne spécification pour définir les capacités et les préférences des utilisateurs.
CC/PP est une extension du vocabulaire Resource Description Framework (RDF). Les informations fournies par CC/PP peuvent être utilisées pour guider le processus d'adaptation du contenu.
La spécification CC/PP a été maintenue par le groupe UWAWG (Ubiquitous Web Applications Working Group) du W3C jusqu'à sa fermeture.